# Ahmed Dokhi
Ahmed Al-Dokhi Al-Dosari (em árabe: أحمد الدوخي), nascido no dia 25 de Outubro de 1976, é um ex-jogador de futebol da Arábia Saudita. 

## Carreira
Ahmed Al-Dokhi fez parte do time do Al-Hilal que venceu a Liga dos Campeões da AFC e a Supercopa Asiática no ano de 2000. Mudou-se então para o Al-Ittihad e os ajudou a vencerem a Liga dos Campeões da AFC em 2005, jogou pelo Qatar Sports Club

## Seleção
Foi um membro da seleção do seu país, e participou da Copa do Mundo de 1998, 2002 e 2006.

## Títulos

### Ittihad
- Saudi Professional League (1): 2006-07
- AFC Champions League (1): 2005
- Arab Champions League (1): 2005

### Qatar SC
- Qatar Cup (1): 2009